# Gabriola bakeri
Gabriola bakeri är en fjärilsart som beskrevs av Frederick H. Rindge 1974. Gabriola bakeri ingår i släktet Gabriola och familjen mätare. Inga underarter finns listade i Catalogue of Life.